# La Vau de Brinhòla
Lo Vau (en francès Le Val) és un municipi francès situat al departament del Var i a la regió de Provença – Alps – Costa Blava.

## Demografia
| 1962                                       | 1968 | 1975  | 1982  | 1990  | 1999  | 2006  |
| ------------------------------------------ | ---- | ----- | ----- | ----- | ----- | ----- |
| 916                                        | 972  | 1.308 | 1.699 | 2.893 | 3.363 | 3.867 |
| Des de 1962: població sense dobles comptes |      |       |       |       |       |       |

## Administració
| Període   | Identitat                | Partit |
| --------- | ------------------------ | ------ |
| 1947-1959 | Daniel Toscan            |        |
| 1959-1965 | Paul Henri               |        |
| 1965-1979 | Pierre Matteï            |        |
| 1979-1983 | Roland Mariet            |        |
| 1983-2008 | Alfred Gautier           |        |
| 2008-     | Michèle Florent-Roattino |        |